# Försvarshögskolan

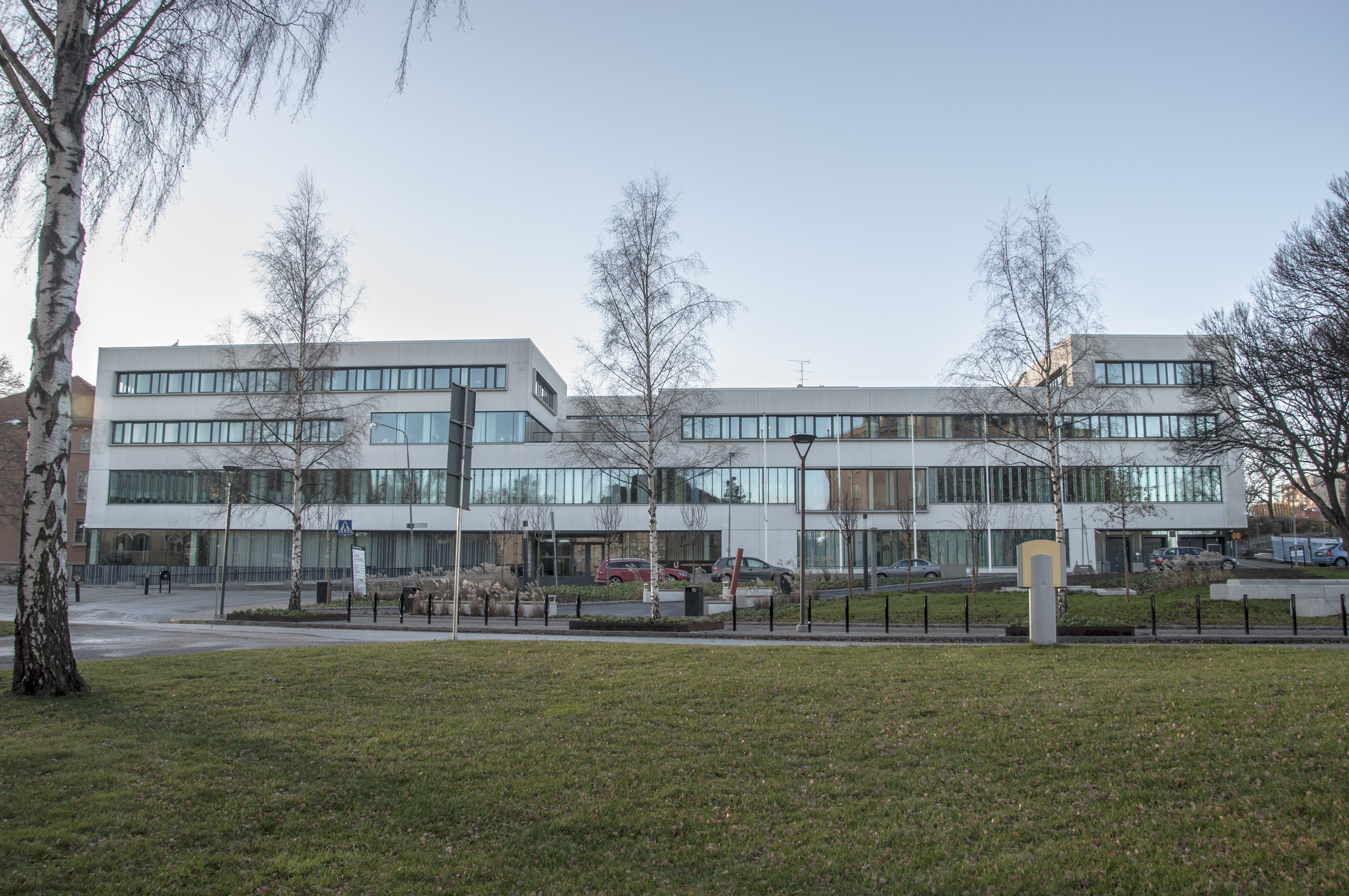
Hauptgebäude in Stockholm

Die schwedische Försvarshögskolan (FHS) (Verteidigungshochschule) ist eine staatliche Hochschule der militärischen Bildung, die in der jetzigen Form seit 1997 besteht. Der Hauptsitz befindet sich am Drottning Kristinas väg 37 in Östermalm, Stockholm, nahe der Königlichen Technischen Hochschule.

## Geschichte
Die schwedische Militärbildung weist eine lange Geschichte auf, die mit der Königlichen Kriegsschule in Schloss Karlberg 1792 und dem Högre artilleriläroverket (Artillerielehrschule) im Stockholmer Stadtteil Marieberg 1818 begann. 1951/52 wurden eine Artillerie- und Ingenieurschule und 1961 verschiedene Zweige der Waffengattungen zur Krigshögskolan (KHS) bzw. Militärhögskolan (MHS) vereinigt. 1997 wurde daraus die vereinte Försvarshögskolan. Unter dem Namen Schwedisches Nationales Verteidigungskolleg erhielt die Hochschule 2008 das Recht, akademische Grade zu verleihen, und 2015 den jetzigen Namen. Seit 2007 sind die Sitze der Hochschule Drottning Kristinas väg 37 in Stockholm, das Schloss Karlberg in Solna sowie das Karolingebäude am Våxnäsgatan 10 in Karlstad. Der Leiter ist seit 2019 Robert Egnell, sein Vertreter ist ein Brigadegeneral.

## Aufgabe
Die Hochschule bildet schwedische Militär- und Zivilpersonen aus, steht aber auch international offen. Sie bietet aktiven und Reserveoffizieren der Schwedischen Streitkräfte ein Bildungsprogramm an, das Fragen der Sicherheitspolitik und Krisenbewältigung beinhaltet und nach sechs Semestern den Bachelor in Militärwissenschaft vergibt. Seit 2018 hat die Hochschule das Recht, Stipendien für eine zweijähriges Masterstudium zu vergeben. Zu den ersten Absolventen (2019–2021) gehörte der Neustrelitzer SPD-Bundestagsabgeordnete und Berufsoffizier Johannes Arlt.
Die Hochschule ist Gründungsmitglied der International Society of Military Sciences (ISMS). Ihre Forschung liegt auf dem Feld der nationalen und internationalen Sicherheit. Ein bekannter Forscher ist Magnus Ranstorp, Forschungsleiter im ehemaligen Zentrum für Studien zur asymmetrischen Bedrohung, speziell Terrorismus und Islamismus. Ebenso gehört sie der Internationalen Vereinigung für Militärpädagogik an. Die Publikationen sind großenteils ersichtlich im DiVA (Digital Scientific Archive). Dazu gehört auch seit 1953 die Militärhistorisk tidskrift.

## Abteilungen
- Abteilung Leadership and Command & Control
- Abteilung Politikwissenschaft und Recht
- Abteilung Systems Science for Defence and Security
- Abteilung Kriegsstudien und Militärgeschichte
- Zentrum für Gesellschaftliche Sicherheit (früher u. a. Centre for Asymmetric Threats and Terrorist Studies (CATS))

## Einzelbelege
1. ↑  Masters of all. Swedish Defence University, abgerufen am 3. März 2023 (englisch).
2. ↑  Publikationer. Swedish Defence University, abgerufen am 3. März 2023 (schwedisch).
3. ↑  Militärhistorisk tidskrift. Swedish Defence University, abgerufen am 3. März 2023 (schwedisch).

Koordinaten: 59° 20′ 56,5″ N, 18° 4′ 9,5″ O